# Ostenfelde (Bad Iburg)

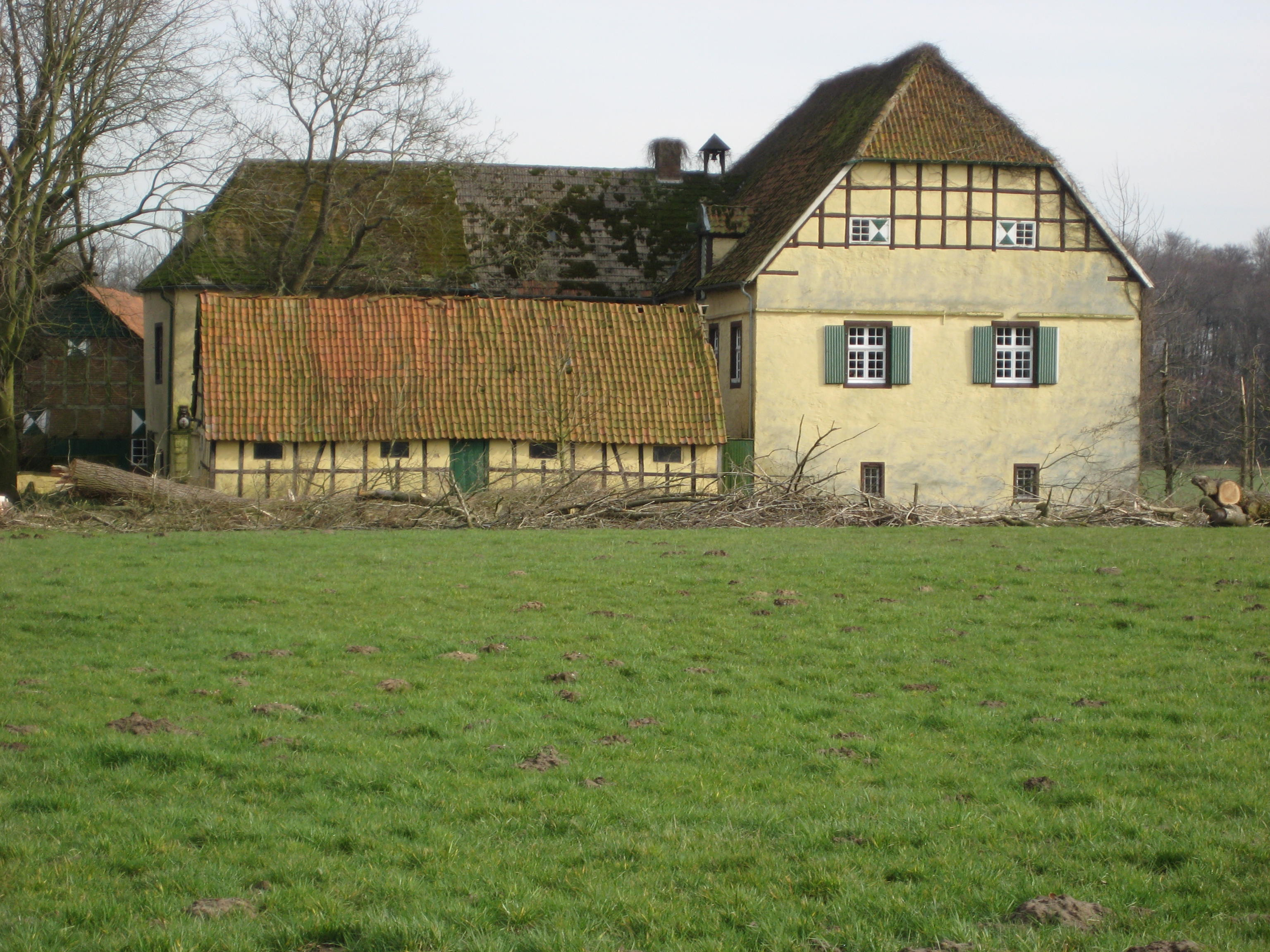
Ab 1885 gehörte die Burg Scheventorf zum Gebiet Ostenfeldes

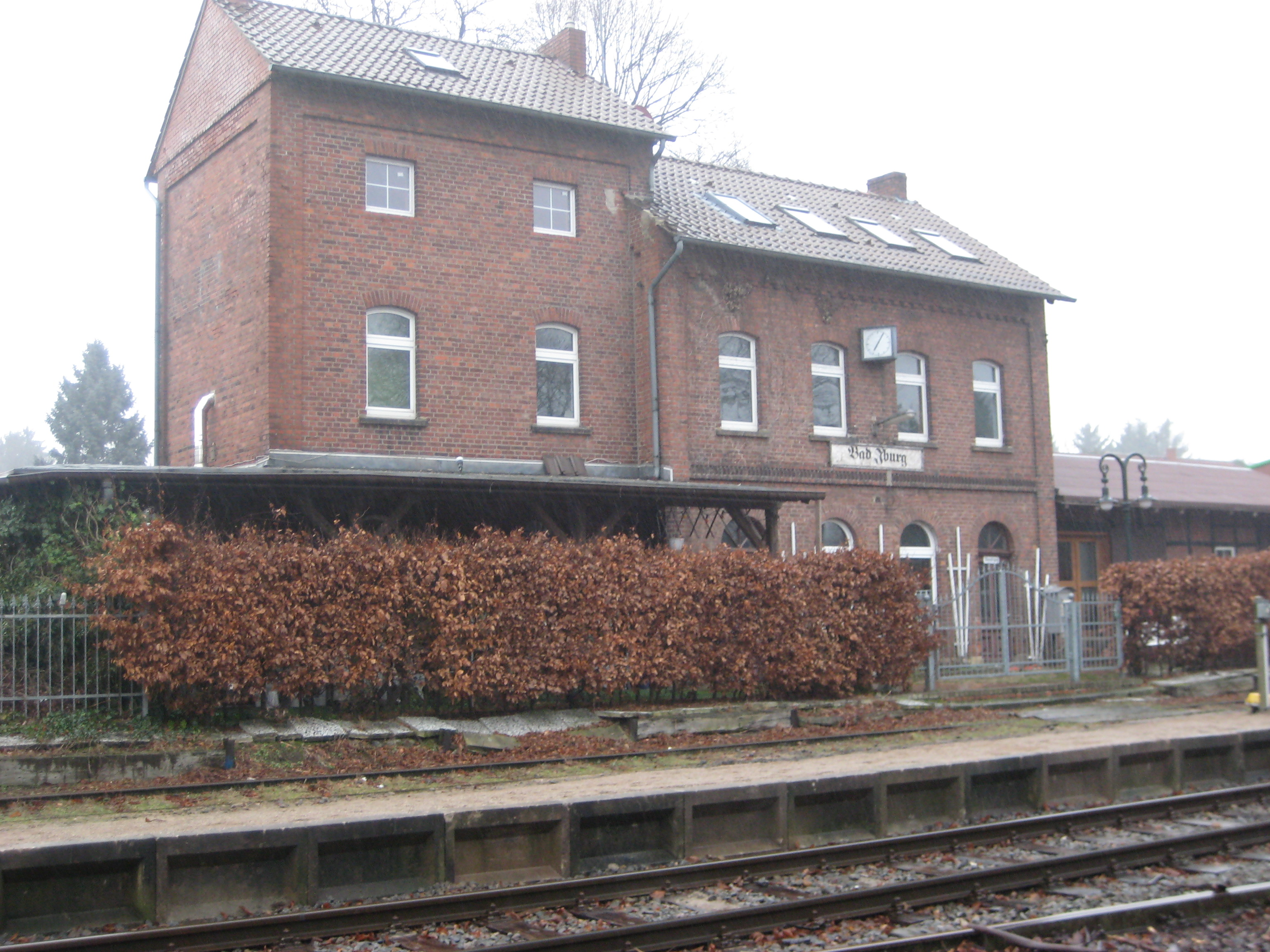
Ehemaliges Bahnhofsgebäude der Teutoburger-Wald-Eisenbahn in Ostenfelde

Ostenfelde ist eine ehemalige Bauerschaft und Gemeinde im Landkreis Osnabrück (Niedersachsen). Sie gehört seit 1972 zur Stadt Bad Iburg.

## Geschichte
Ein Schultenhof bestand in Ostenfelde vermutlich bereits in der ersten Hälfte des 9. Jahrhunderts. Bischof Benno II. von Osnabrück erwarb für das Kloster Iburg einen Ostenfelder Hof von der freien Frau Eila; Ostenfelde zahlte den Zehnten an das Kloster. Norbert von Iburg, der Biograf Benno II., kaufte drei Ostenfelder Höfe. Der Kauf wird auch in den Klosterannalen des Iburger Abts Maurus Rost (1633–1703) genannt. In der Heberolle des Klosters Herford aus dem 12. Jahrhundert wurde Ostenfelde als Villikation Hastenfelde bezeichnet. 1354 tauschten Bischof Johann II. Hoet und der Iburger Abt Albert Lehnsobjekte in Ostenfelde. Ostenfelde war wegen seiner Lage an der Grenze des Einflussgebiets der Grafen von Tecklenburg und der Osnabrücker Fürstbischöfe häufig Objekt von Konflikten. 1609 wurde Ostenfelde als Teil von Glane in einem Vertrag zwischen der Grafschaft Tecklenburg und dem Hochstift Osnabrück dem Kirchspiel Glane und damit dem Bistum Osnabrück zugeordnet. Ab 1802 gehörte Ostenfelde zum Königreich Preußen und 1807 zum Königreich Westphalen. Von 1811 an war es unter französischer Herrschaft, bis es 1815 an das Königreich Hannover ging. 1885 wurden Burg Scheventorf und das Gebiet der ehemaligen Schleppenburg Ostenfelde zugeschlagen. Von 1867 bis 1932 gehörte Ostenfelde zum Kreis Iburg, der aufgelöst und dem Landkreis Osnabrück zugeschlagen wurde. 1937 verlor Ostenfelde den Bereich um den Bahnhof an den Flecken Iburg. Seit Ende des Zweiten Weltkriegs gehört Ostenfelde zum 1946 gegründeten Bundesland Niedersachsen. 1970 bildeten Ostenfelde, Glane-Visbeck und Sentrup die Gemeinde Glane. Diese wurde am 1. Juli 1972 in die Stadt Bad Iburg eingegliedert.

## Bildung
Ostenfelde hatte seit 1819 eine Schule. 1956 wurde der Grundstein für eine Grundschule gelegt. Die Schule war Anfang der 1990er Jahre aus Schülermangel von Schließung bedroht, doch wuchs die Schülerzahl wieder. Im 50. Jahr des Bestehens hatte sie 137 Schüler.

## Verkehr
Die Strecke der Teutoburger Wald-Eisenbahn führte ab 1901 durch Ostenfelde.